# タイントゥイ県

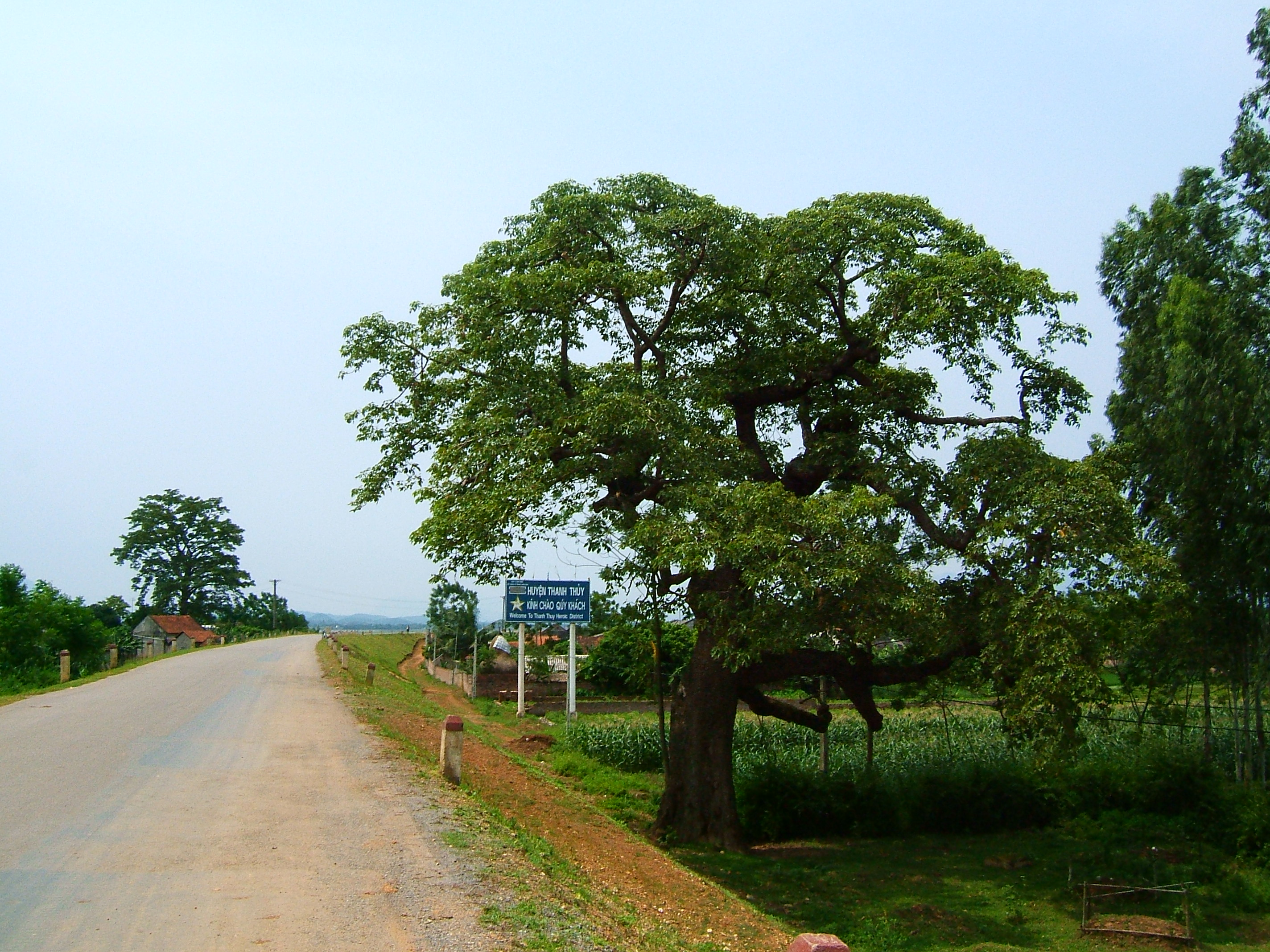
歓迎の看板

タイントゥイ県（タイントゥイけん、ベトナム語：Huyện Thanh Thủy / 縣清水?）は、ベトナム社会主義共和国フート省の県である。面積は120.97 km²、人口は76,330人（2017年）である。

## 行政区画
1市鎮22社から構成される。